# Loco por ellas
Loco por ellas es una película de comedia musical y romance en coproducción mexicano-venezolana filmada en 1965 y estrenada el 5 de agosto de 1966, producida, escrita y dirigida por Manuel de la Pedrosa, y protagonizada por Germán Valdés «Tin-Tan» y Lorena Velázquez. En la cual hay una participación especial de algunos actores venezolanos, entre ellos, el cantante y actor Néstor Zavarce. Esta película fue filmada con locaciones en San Juan, Puerto Rico y Caracas, Venezuela.

## Sinopsis
Un hombre sustituye a su hermano en un escenario y ante las mujeres sufre ataques nerviosos que sólo se curan con besos.

## Reparto
- Germán Valdés "Tin-Tan" como Ángel Macías/Alberto Macías/Padre de Ángel y Alberto.
- Lorena Velázquez como Elena Rosas.
- Marcelo Chávez como Marcelo.
- Néstor Zavarce
- Evelyn Suffront
- Chichi Caldera
- Josefina Briseño
- Alfonso Jiménez
- Hugo Montes